# My już są Amerykany
My już są Amerykany – drugi album polskiego zespołu rockowego Piersi wydany w roku 1993 przez wytwórnię Silverton.

## Lista utworów
Opracowano na podstawie materiału źródłowego.
1. „Barock” (sł. Paweł Kukiz, muz. Paweł Kukiz) - 2:22
2. „Satany” (sł. Paweł Kukiz, muz. Kopciuch, Żelasko) - 3:20
3. „O, Partyjo!” (sł. Paweł Kukiz, muz. Paweł Kukiz) - 3:36
4. „Suka ciemna” (sł. Paweł Kukiz, muz. Nazareth - „Miss Misery”) - 3:15
5. „Hej panienki, posłuchajcie” (utwór tradycyjny) - 1:59
6. „Gdzie mi tam do nich” (utwór tradycyjny) - 2:35
7. „Ułani” (sł. Paweł Kukiz, muz. Paweł Kukiz, Żelasko) - 2:56
8. „Idę przez Lwów” (utwór tradycyjny) - 3:00
9. „On nie jest cham” (sł. Paweł Kukiz, muz. Electric Light Orchestra - „Don't Bring Me Down”) - 2:58
10. „Nie samym chlebem człowiek żyje” (sł. Paweł Kukiz, muz. Paweł Kukiz) - 4:14
11. „Rodzina słowem silna” (sł. Paweł Kukiz, muz. Paweł Kukiz) - 1:40
12. „Leżę” (sł. Paweł Kukiz, muz. Paweł Kukiz) - 1:45
13. „My już są Amerykany” (sł. Paweł Kukiz, muz. Paweł Kukiz) - 4:38
14. „Rzucam palenie” (sł. Paweł Kukiz, muz. CD z efektami) - 1:24
15. „ZCHN” - Jarocin `93 (sł. Paweł Kukiz, muz. melodia ludowa) - 1:38
16. „Paranoid” - Jarocin `93 (sł. Paweł Kukiz, muz. Black Sabbath - „Paranoid") - 4:11

## Twórcy
Opracowano na podstawie materiału źródłowego.
- Rafał „Jezioro” Jezierski – gitara akustyczna, wokal wspierający
- Zbigniew Mousterski – gitara basowa
- Krzysztof Wiercigroch – perkusja
- Tomasz Tschelas – gitara
- Paweł Kukiz – wokal prowadzący, instrumenty klawiszowe